# Zeche Thorenbank
Die Zeche Thorenbank ist ein ehemaliges Steinkohlenbergwerk in Hattingen im Ortsteil Dumberg. Das Bergwerk war bereits im Jahr 1753 in Betrieb.

## Bergwerksgeschichte
Am 3. März des Jahres 1753 wurde ein Längenfeld verliehen. In den Jahren 1754 bis 1755 lag das Bergwerk in Fristen, wurde ab dem Jahr 1756 aber wieder in Betrieb genommen. Eine Vermessung fand 1763 statt. 1775 wurde die Zeche in den Unterlagen erwähnt. 1796 wurde im Bereich von Schacht 2 abgebaut. Da das Bergwerk keinen Schiebeweg hatte, wurde es im Februar des Jahres 1798 stillgelegt. Im Jahr 1898 konsolidierte die Zeche Thorenbank zur Zeche Neuglück.